# Джибути на Универсиадах
Джибути принимает участие в Универсиадах начиная с летней Универсиады 2013 года в Казани. На зимних Универсиадах спортивная делегация Джибути не участвовала ни разу.
На настоящее время (после летней Универсиады 2021 и зимней Универсиады 2023) спортсмены Джибути на всех Универсиадах медалей не завоевали.